# Wodorowęglan potasu
Wodorowęglan potasu, KHCO
3 – wodorosól potasowa kwasu węglowego. Ma postać białych kryształów rozpuszczalnych w wodzie.
W wyniku reakcji tego związku z kwasami wydziela się dwutlenek węgla. Wodorowęglan potasu służy jako środek spulchniający i regulator kwasowości (przydatny w leczeniu nadkwasoty żołądka).